# Мейшоаре
Мейшоаре (рум. Meișoare) — село у повіті Димбовіца в Румунії. Входить до складу комуни Пукень.
Село розташоване на відстані 107 км на північний захід від Бухареста, 34 км на північний захід від Тирговіште, 149 км на північний схід від Крайови, 57 км на південний захід від Брашова.

## Населення
За даними перепису населення 2002 року у селі проживали 187 осіб, усі — румуни. Усі жителі села рідною мовою назвали румунську.